# Magyar Posta
Magyar Posta est le principal opérateur postal en Hongrie.